# بشتنزه
بشتنزه (به آلمانی: Bestensee) یک شهر در آلمان است که در دامه-اشپریوالد واقع شده‌است. بشتنزه ۶٬۸۶۰ نفر جمعیت دارد.

## خواهرخوانده
شهرهای Havixbeck و Przemęt, Greater Poland Voivodeship خواهرخوانده‌های بشتنزه هستند.